# Oued Meliz
Oued Meliz (arabe : وادي مليز) est une ville du Nord-Ouest de la Tunisie.
Rattachée administrativement au gouvernorat de Jendouba, elle compte 2 388 habitants en 2014. Elle est aussi le chef-lieu d'une délégation comptant 19 015 habitants en 2004.
Oued Meliz est proche de l'antique cité de Chemtou.